# Peter Lamberg (1809–1890)
Peter Christian Lamberg (i riksdagen kallad Lamberg i Ystad), född 25 september 1809 i Varbergs församling, Hallands län, död 15 april 1890 i Ystads stadsförsamling, Malmöhus län, var en svensk grosshandlare och politiker.
Lamberg var från 1827 anställd på handelskontor i Ystad och Norrköping samt verksam som grosshandlare i Ystad från 1837. Han var verkställande direktör för Kristianstads enskilda banks avdelningskontor i Ystad 1868–1878 samt styrelseledamot och kamrer i Ystads sparbank under många år till 1881. Han var ordförande i borgerskapets äldste, i hamndirektionen och stadsfullmäktige. 
Lamberg företrädde borgarståndet i Ystad och Sölvesborg vid ståndsriksdagen 1859–1860. Lamberg var senare ledamot av riksdagens andra kammare 1870–1873, invald i Ystads, Skanör-Falsterbo och Trelleborgs valkrets i Malmöhus län.